# Keresztény Gazdasági és Szociális Párt
A Keresztény Gazdasági és Szociális Párt (rövítve: KGSZP) egy magyarországi keresztényszocialista politikai párt volt a két világháború közötti Magyarországon.

## Története
Elődje Keresztény Nemzeti Gazdasági Párt néven az 1925-ös budapesti időközi törvényhatósági választásokra készülődve 1925. február 8-án jött létre a Keresztény Községi Párt (KKP) és az Országos Keresztényszocialista Párt (OKP) Budapest VIII. kerületi alapszervezeteinek egyesüléséből önálló szervezetként.
1926. február 18-án aztán a Keresztény Nemzeti Gazdasági Párt beolvadt az Országos Keresztényszocialista Pártba, életre hívva a Keresztény Gazdasági és Szociális Pártot, melynek elnöke gróf Zichy János lett. A decemberi, 1926-os választásokon 35 mandátumot nyertek el, képviselőik közül nyolcan papok voltak. A soron következő, 1931-es választásokon eggyel sikerült növelni honatyáik számát, azaz 36 helyet szereztek. Még a választások előtt szövetségre léptek a kormányzó Egységes Párttal, melynek eredményeképp Ernszt Sándor a KGSZP színeiben 1930-1931-ben a Bethlen-kormányban előbb népjóléti és munkaügyi, majd a Károlyi Gyula-kormányban vallás- és közoktatásügyi miniszter is lett, mielőtt a kialakult nézeteltérések hatására 1931 decemberében le nem mondott minden tisztségéről. Ernszt távozásával a kormányból egyúttal az Egységes Párt és a KGSZP szövetsége is felbomlott.
Az 1935-ös választásokon jelentősen meggyengült a párt. A korábbi 35-ről mindössze 14-re apadt az elnyert képviselői helyeik száma, amivel az országgyűlésbe bejutott 14 párt közül még így is a harmadik „legnagyobb” frakcióval rendelkeztek az FKGP (22 képviselő) és a mandátumok több, mint 69%-át (170 helyet) elnyerő Nemzeti Egység Pártja (a nevet váltott Egységes Párt) mögött.
A választások kudarca után elhatározták, hogy bázisukat a papságra és a keresztény tanítókra alapozzák. 
A párt továbbra is gróf Zichy János vezetésével 1937. január 26-án egyesült a Nemzeti Néppárttal, a Keresztény Községi Párttal és a Keresztény Ellenzékkel, hogy együtt létrehozzák az Egyesült Keresztény Pártot. Az új formációnak is Zichy lett az elnöke.

## Országgyűlési választási eredményei
| Választási eredmények | Szavazatok száma (nyílt + titkos) | Szavazatok aránya (nyílt + titkos) | Mandátumok száma (össz.) | Mandátumok aránya (össz.) | Parlamenti szerepe         |
| --------------------- | --------------------------------- | ---------------------------------- | ------------------------ | ------------------------- | -------------------------- |
| 1926-os               | 175 275                           | 15,33%                             | 35                       | 14,29%                    | ellenzék, majd kormánypárt |
| 1931-es               | 184 618                           | 14,69%                             | 36                       | 14,69%                    | kormánypárt, majd ellenzék |
| 1935-ös               | 175 165                           | 8,87%                              | 14                       | 5,71%                     | ellenzék                   |